# Березины
Березины — дворянский род.
В Гербовник внесены две фамилии Березиных:
1. Березины, потомки Рюрика (Герб. Часть II. № 20). Род внесён в Бархатную книгу[1].
2. Березины, потомки Василия Дорофеевича Березина, утверждённого в дворянстве в 1867 году (Герб. Часть XIII. № 139)[2].

## Происхождение и история рода

### Князья Березины
Березины, потомки Рюрика, происходят от князя Константина Ярославовича, потомка Рюрика в одиннадцатом колене, младшего брата великого князя Александра Невского. Он имел в уделе город Галич. Сын его, князь Давыд Константинович, был также удельным князем галичским, а внук, князь Фёдор Давыдович, продал половину Галича великому князю московскому Иоанну Даниловичу Калите, а другой половиной владел сам.
Князь Дмитрий Иванович согнан был с удела великим князем Дмитрием Иоанновичем Донским, присоединившим весь Галич к своему княжению. Правнуки князя Дмитрия Ивановича (XVIII колено от Рюрика): Дмитрий Борисович, прозванием Береза (Березины), Семён Борисович по прозвищу Осина (Осинины, Ляпуновы и Ильины) и Иван Борисович прозвищем Ива (Ивины), — уже не писались князьями. Дмитрий Борисович (родоначальник Березиных) получил поместья в Кашинском уезде. Шесть Березиных в 1699 году владели населенными имениями.

### Дворяне Березины
Второй род Березиных идёт от протоиерея, законоучителя Ларинской гимназии в 1836—1856 годах, кавалера ордена Св. Владимира 3-й степени Василия Дорофеевича Березина (1804—1872); определением Сената от 16 февраля 1872 года, он с потомством: Павлом, Евгением, Леонидом, Владимиром, Петром, Агафьей и Елизаветой был утверждён в дворянском достоинстве, с правом внесения в III-ю часть родословной книги.

## Описание гербов

### Герб Березиных 1785 г.
В Гербовнике Анисима Титовича Князева 1785 года имеется изображение печати с гербом Антона Ивановича Березина: в красном поле щита, имеющего золотую кайму, изображена серебряная стена с красной кладкой (польский герб Ладья).
Примечание: в польском гербе ладья изображается довольно примитивно и при внесении герба Березиных в гербовник она была описана, как серебряная стена, хотя форма ладьи и не была искажена.

### Герб. Часть II. № 20
Герб Березин потомков Рюрика: в щите, имеющем красное поле, изображена серебряная стена. Щит покрыт мантиею и шапкою, принадлежащими княжескому достоинству. Как шапка, так и мантия княжеские дворянскому роду Березиных присвоены потому, что род дворян Березиных происходит непосредственно от князей Галицких.

### Герб. Часть XIII. № 139
Герб капитан-лейтенанта Березина, потомка Василия Дорофеевича Березина: в зелёном поле щита, горизонтально, серебряный пояс. Над ним три серебряные шестиугольные звезды (две вверху, одна внизу). Под поясом серебряная крепость с чёрными швами и окнами, с круглой зубчатой башней и закрытыми чёрными воротами. Над щитом дворянский шлем с короной. Нашлемник: серебряная крепость с чёрными швами и окнами, с круглой зубчатой башней и закрытыми чёрными воротами. Над крепостью серебряная шестиугольная звезда. Намёт: зелёный с серебром.

## Известные представители
- Березин Иван Петрович — городовой дворянин по Кашину (1628).
- Березин Иван — губной староста, воевода в Бежецком-Верхе (1668)[5].
- Березин Иван Вильянович — владел поместьями в Новгородской области (1671-1672).
- Березины: Михаил Ильич, Конон и Мартемьян Владимировичи — владели поместьями в Бежецкой пятине (1680).
- Березин Василий Андреевич — дьяк Сыскного приказа (1692)[6], упомянут тридцать пятым дьяком (1703).